# Gare de Berlin Osdorfer Straße
La gare de Berlin Osdorfer Straße est une gare ferroviaire allemande de la ligne de Berlin à Halle. Elle est située à 13 km au sud-ouest du centre-ville, au croisement d'Osdorfer Straße et Hildburghauser Straße, dans le quartier de Lichterfelde, à Berlin.
C'est une gare de la Deutsche Bahn, desservie par des trains de la S-Bahn de Berlin.

## Histoire
L'ouverture d'une gare à Osdorfer Straße est en projet dans les années 1970 afin de mieux servir la Thermometersiedlung. Après l'élargissement d'Osdorfer Strasse, les ponts ferroviaires et les distances entre les deux chemins de fer sont aussi élargis par la Deutsche Reichsbahn. Le nouveau bâtiment est cependant construit en 1998 en même temps que le retour du trafic à Lichterfelde-Est et Lichterfelde-Sud. Cela en fait la gare la plus récente de Berlin.